# (629) Bernardina
Pour les articles homonymes, voir Bernardine.
(629) Bernardina est un astéroïde de la ceinture principale découvert le 7 mars 1907 par l'astronome allemand August Kopff. Sa désignation provisoire était 1907 XU.